# Джеврське
Джеврське (хорв. Đevrske) — населений пункт у Хорватії, у Шибеницько-Книнській жупанії у складі громади Кистанє.

## Населення
Населення за даними перепису 2011 року становило 293 осіб.
Динаміка чисельності населення поселення:

## Клімат
Середня річна температура становить 13,60 °C, середня максимальна – 28,48 °C, а середня мінімальна – -0,71 °C. Середня річна кількість опадів – 868 мм.
| Клімат поселення                              | Клімат поселення | Клімат поселення | Клімат поселення | Клімат поселення | Клімат поселення | Клімат поселення | Клімат поселення | Клімат поселення | Клімат поселення | Клімат поселення | Клімат поселення | Клімат поселення | Клімат поселення |
| Показник                                      | Січ.             | Лют.             | Бер.             | Квіт.            | Трав.            | Черв.            | Лип.             | Серп.            | Вер.             | Жовт.            | Лист.            | Груд.            |                  |
| Середній максимум, °C                         | 10,08            | 10,85            | 13,73            | 17,16            | 22,09            | 25,95            | 28,48            | 28,11            | 23,71            | 19,05            | 13,59            | 10,57            |                  |
| Середня температура, °C                       | 4,68             | 5,45             | 8,34             | 11,76            | 16,69            | 20,56            | 23,87            | 23,49            | 19,08            | 14,44            | 8,96             | 5,94             |                  |
| Середній мінімум, °C                          | −0,71            | 0,05             | 2,94             | 6,36             | 11,30            | 15,16            | 19,24            | 18,86            | 14,45            | 9,80             | 4,32             | 1,32             |                  |
| Норма опадів, мм                              | 73               | 66               | 70               | 76               | 63               | 61               | 37               | 51               | 85               | 93               | 105              | 88               |                  |
| Середньомісячна швидкість вітру, м/с          | 2.01             | 2.20             | 2.42             | 2.40             | 2.10             | 1.90             | 1.91             | 1.78             | 1.87             | 1.91             | 2.26             | 2.22             |                  |
| Середньомісячна сонячна радіація, кДж/м²·день | 5210             | 7889             | 11582            | 16226            | 20266            | 22556            | 24293            | 21253            | 15813            | 10134            | 5618             | 4427             |                  |
| --------------------------------------------- | ---------------- | ---------------- | ---------------- | ---------------- | ---------------- | ---------------- | ---------------- | ---------------- | ---------------- | ---------------- | ---------------- | ---------------- | ---------------- |
| Джерело:                                      |                  |                  |                  |                  |                  |                  |                  |                  |                  |                  |                  |                  |                  |